# Согласие (телесериал)
«Согла́сие» (оригинальное название «Qubool Hai») — индийский телесериал, созданный студией 4 Lions Films и первоначально транслировавшийся по телеканалу Zee TV.
В Индии телесериал транслировался с 29 октября 2012 года по 23 января 2016 года; в России — с 6 мая 2013 года по 31 августа 2016 года; на Украине — с 29 января 2018 года по 26 марта 2019.

## Сюжет

### Сезон 1
Асад и Аян — мусульмане, сводные братья по отцу. Из-за семейной вражды, причиной которой стал второй брак их отца Рашида Ахмеда Хана, братья проживают раздельно в одном и том же городе, Бхопале. Несмотря на запрет родственников, Асад и Аян тайно дружат с детства. Однажды в мечети (дарга) оба брата встречают плачущую девушку в наряде невесты (Зою). Эта встреча становится для братьев началом множества неприятностей.
Зоя — мусульманка, выросшая в Нью-Йорке, усвоившая ценности американской культуры и привыкшая отстаивать свои права. Она приезжает на родину, чтобы узнать правду о своём прошлом и найти своего родного отца. Для исполнения своей цели Зоя отказывается от брака с человеком, которого ей в мужья выбрали родственники. Уже через несколько дней после побега со своей свадьбы она становится для старшего из братьев девушкой по соседству, а для младшего — таинственной незнакомкой, с которой он долгое время не может познакомиться. В результате с Асадом Зоя видится каждый день, а с Аяном («Робертом») общается по телефону, используя псевдоним Мона. Не зная о родстве Асада и Аяна, Зоя случайно знакомится с их отцом и пытается ему помочь помириться с первой женой, матерью Асада. Поиски родного отца приводят Зою к дому Рашида Ахмеда Хана и открытию следствия по делу о «кукольной фабрике», где погибла её мать, которая была убита Разией Сиддики. Но Разия Сиддики, проживающая в доме Рашида, настойчиво старается убедить девушку, что её настоящий отец мёртв и ей не следует оставаться в Индии, хотя родной отец Зои её муж, а личную жизнь Зои пытается разрушить незнакомка по имени Танвир.
После Танвир убивает всех членов семьи и оставляет в живых только Дилшад, дочерей Асада и Зои, Санам и Сехер и дочь Назмы, Хаю. Но Дилшад, теряет в заднем дворе, Сехер.

### Сезон 2
Спустя 20 лет дочь Асада и Зои Санам решает переехать из Пенджаба в Бхопал в надежде изменить свою жизнь к лучшему. Богатого бизнесмена Ахила гнетёт глубокая травма из далёкого детства, она не даёт ему почувствовать себя счастливым. Встреча Санам с Ахилом станет судьбоносной, она изменит их жизни навсегда. Но не тут то было, слепой мачехой Ахила, становится Танвир, та что разрушила жизнь Асада и Зои.
Тем временем глухонемая Хая и Дилшад также переезжают к своему старому дому который она продала одному из родственников, Мунисе. Но Муниса хочет превратить Дилшад и Хаю в служанок. Но Хая этого понимает, читая по губам и с языком жестов, предупреждает Дилшад. Но Дилшад не верит ей. Когда муж Мунисы, Шоайб пытается изнасиловать Хаю, Рахат спасает её и выгоняет в глазах у Дилшада и Мунисы. Муниса не верит что он пытался изнасиловать Хаю.
После этого, вернулся младший брат Мунисы и Рахата, Фэиз который влюбляется на Хаю и хочет жениться на ней. Муж Мунисы, Шоайб вернулся, и Муниса выгоняет Фэиза, Дилшада, Рахата и Хаю. Хая и Фэиз женятся, Хая не подозревая об этом, думает что она выйдет замуж за Рахата. Но затем Хая и Рахат вышли замуж за друг друга. Хая лечилась от глухонемоты. Фэиз хочет создать им препятствия, но в конце-концов они убивает его, и объединяются.
Санам нашла бабушку Ахила, Шазии и Назии в закрытой комнате, она говорит Санам о местонахождений некого “завещания”. Когда Санам получается забрать завещания, головорезы, по приказу Танвир пытаются забрать завещания и принести его к ней, а похоронить Санам заживо. Когда им пытаются успешно выполнить задания, Ахил пришёл на кладбище и спас Санам. После событий, выясняется что Рехан сын Танвир от Имрана и сводный брат Хаи. 
После того, как Танвир прочитала завещания, ей говорят что если Ахил женится до своего 30-летия то наследство Наваба перейдет к нему, и тогда Танвир удается заполучить наследство от Рехана. Танвир хочет чтобы Ахил женится на Ниде, подруге детство Ахила. Но выясняется что Нида, хочет выйти замуж за Ахила только ради денег. После этого Танвир заставляет выйти замуж Санам за Ахила, шантажируя тем что, Дилшад попала в кому, видя Танвир свободным. До этого выясняется что Ахил был немного влюблен в Санам, а также Рехан который влюбляется в Санам но после женитьбы он остаётся разбитым, и сердится на Танвир.
После того, что Ахил и Санам постепенно влюбляются друг в друга, приходит Разия, мачеха Зои и находит Сунехри (Сехер), и говорит слепой Танвир, что она выдала дочь Асада и Зои Санам своему пасынку Ахилу и она (Танвир) вылечила Дилшад. Они оба пытаются убить Дилшад, но безуспешно, так-как после больницы, Хая и Рахат взяли Дилшад с собой. Но Разие удастся похитить Санам, в день второго её женитьбы на Ахиле, Разия поменяет стороной Сехер. Но до этого, Дилшад удается предупредить что её родители Асад и Зоя, и что она сестра-близнец Санам. Они оба пытаются сбежать с особняка, чтобы спасти Санам и говорить ей правду. И им это успешно удается, но Разию ударяет током, и она умирает. Но Танвир выдает замуж Ахила к Найи Санам.
После того что они всё выясняют, случайно был убит Рехан, спасая своего сводного брата Ахила от Танвир. Танвир с Найи Санам украли Сехер, и шантажирует Санам если она успеет прийти к игрушечному фабрику и спасти Сехер. Ахил также приезжает к игрушечному фабрику и выясняет что его отец, Наваб жив, и его шантажировала Танвир если он его не будет всегда ругать и ударить Ахила то она говорила Наваб что она будет убивать Шазию и Назию. Затем Танвир пыталась убить Наваба, Сунехри, Ахил и Санам, но ей это не удаётся, так-как она была убита душей Зои, со словами «Ты не понимала, что за грехи, рано или поздно приходится платить».

### Сезон 3
По обстоятельствам, в которых становится виновной вторая жена Ахила Раза Ибрагима, новая Санам, Сехер попадает под грузовик, а Санам попадает в Пакистан и теряет память. Там на неё нападают разбойники, и чтобы её спасти, майору Шааду Афтабу Хану приходится соврать, что Санам его жена. Потом майор называет Санам по имени Джаннат. Таким образом Санам начинает проживать в доме майора, думая, что она его жена. Спустя некоторое время Ахил находит свою Санам и под предлогом временного проживания просит Шаада и Джаннат, пожить в его доме. Узнав правду о прошлом Санам, Шаад решает воссоединить влюблённых. Но судьба решает иначе, после долгих мучений, Санам и Ахила сталкивают с обрыва Муртаза (двойник Шаада), после чего Санам остаётся в живых, но Ахил погибает. Шаада тоже убивает Разия. И теперь у Санам лишь одна цель — месть. Она убивает Шаши Капура, Муртазу и Саифа. Она также жестоко ранит Разию, и лишает сил новой Санам. Но Санам совершает самоубийство, так-как у неё не было причин жить в мире.

### Сезон 4
Спустя 25 лет отражается жизнь новой Санам, её мужа и их детей. Но тут появляется Махира (похожая на Зою, Санам и Сехер) дух Санам переселился в неё, и у неё появляется роман с Азадом, старшим сыном новой Санам, а после смерти Азада, с его старшим братом Арманом, от которого у неё рождается ребёнок, Зоя. Но Арман смертельно ранен, и новая Санам пожертвовала жизнью чтобы спасти внучку и сына.

## Концепция и создание
По задумке его продюсера и режиссёра Гюль Хан телесериал «Согласие» должен был заполнить вакуум на индийском телевидении, связанный с редким освещением жизни мусульманской уммы в Индии, на фоне множества телесериалов о жизни индуистов. Как женщина-режиссёр Гюль Хан поставила цель раскрыть в этом телесериале права женщины в исламе и продемонстрировать мусульманскую культуру на примере одного из индийских городов. В частности, персонажи телесериала общаются на урду — языке, распространённом среди мусульман Индии, а некоторые из них сочиняют характерные для поэзии урду куплеты («Shayari»).
«Согласие» стал третьим индийским телесериалом о жизни мусульман: его появлению предшествовали телесериалы Gul Gulshan Gulfaam (1991) и Heena (1998—2003). В сериях «Согласия» показано воздействие глобализации на образ жизни и культурные стереотипы мусульман, выросших в разных странах (в Индии и США), проблемы миграции и явления, имеющие место в современном индийском обществе независимо от религиозной принадлежности, например, дискриминация по цвету кожи, злоупотребления местной полиции своей властью.
Большинство персонажей имеет «говорящие» имена и фамилии, соотносящиеся с их характером и поведением:
- Имя «Зоя» с греческого языка переводится как «жизнь». Персонаж, носящий это имя, демонстрирует жизнерадостность.
- Фамилия Зои (Фаруки) переводится как «отделяющий истину от заблуждения» (см. сура Аль-Фуркан).
- Приёмная семья Зои носит фамилию Раззак, которая означает «наделяющий», «дарующий удел» и происходит от одного из 99 имён Аллаха.
- Фамилия, которую носит Рашид Ахмед Хан, а также его жёны и дети, означает «повелитель».
- Рашид — арабское имя, означает «предводитель», «идущий по правильному пути» и также восходит к одному из 99 имён Аллаха[12]. Кроме того, имя «Рашид» согласно трактату «Jawahir al-Awliya» («Драгоценности святых») суфийского мистика из тариката Сухравардия относится к 99 именам пророка Мухаммеда[13].
- Асад — арабское имя с основным значением «лев». Персонаж с этим именем считает себя образцом правильного поведения в своей семье.
- Аян — арабское имя (буквально «когда»), которое означает «видеть своими глазами», «ясный». Этот персонаж сообщает своему брату обо всех событиях в доме их отца как очевидец.
- Семья Сиддики, составившая заговор против Рашида Ахмеда Хана и обманом заставившая его бросить свою первую жену, напротив, опровергает смысл заложенный в её фамилии («верный», «правдивый», «честный») и именах.
- Гафур — арабское имя, означающее «прощающий», «милосердный». Персонаж с этим именем нетерпим к ошибкам своих родственников.
- Разия — арабское имя со значением «приятная», «любимая». Этот персонаж — самый неприятный член семьи в доме Рашида Ахмеда Хана.
- Хумейра — арабское имя со значением «краснощёкая», прозвище одной из жён пророка Мухаммеда. Персонаж телесериала с этим именем имеет слабое здоровье.
- Танвир — арабское имя со значением «освещать», «озарять». В противоположность значению своего имени, Танвир в телесериале усложняет отношения между другими персонажами, а также участвует в «тёмных», «грязных» делах — обмане, покушениях на жизнь и тому подобное.

Индийская пресса также отметила значительное влияние персонажа Салмана Хана в фильме «Телохранитель» (2011) на образы двух ведущих мужских персонажей телесериала.

### Подбор актёров
Ведущие роли были исполнены актёрами, которые не являются мусульманами: Сурбхи Джоти — индуистка, а Каран Сингх Гровер не исповедует никакой религии, но молится.
Для актёра Ришабха Синха участие в этом телесериале стало дебютным (до этого он участвовал только в пятом сезоне реалити-шоу Splitsvilla на MTV). В процессе съёмок актёр Ришабх Синха получил официальное уведомление о непрофессиональном поведении: несмотря на эксклюзивный контракт, он прекратил приходить на съёмки и своевременно не поставил в известность производителей телесериала о причинах своего отсутствия — съёмках в фильме Субхаша Гхая «Kaanchi». Вместо Ришабха Синха на его роль выбрали более опытного телевизионного актёра — Викранта Массея.
После серии с отравлением Хумейры Сиддики во время помолвки, исполнявшая её роль актриса Кетаки Кадам неделю не принимала участия в съёмках, так как сдавала экзамены в Пуне.
В марте 2013 года из телесериала была уволена Дигангана Сурьяванши (роль Нузхат Ахмед Хан). Причиной увольнения стали её ссоры с другими актёрами (Сурбхи Джоти, Ришабх Синха, Видья Синха) и вмешательство её родителей, постоянно присутствовавших на съёмках, в съёмочный процесс. К тому же накануне своего увольнения актриса была задержана полицией. На её место приняли Фарину Парвез — школьницу, которая уже показала себя в другом телесериале.

### Съёмки
Съёмки проходили в нескольких штатах Индии (Мадхья-Прадеш, Раджастхан). Однако основным их местом был Бхопал — город, известный своими правительницами-мусульманками. Первая серия начинается с демонстрации вида и молельного зала мечети Тадж-уль-Масджид, постройка которой была начата во время правления Бахадура Шаха II женщиной-навабом княжества Бхопал Шах Джахан-бегум.
На территории штата Раджастхан съёмки проходила в Аджмере, Пушкаре и Джайпуре. Сцена в песчаных дюнах снималась в Пушкаре в условиях сильной жары, что сказалось на самочувствии и внешнем виде актёров, к тому же Карану Сингху Гроверу приходилось ходить по песку босиком. Во время съёмок примирения Зои и Асада в форте Амер и усыпальнице суфия Муинуддина Чишти (дарга Аджмер-и-Шариф) в Аджмере температура воздуха достигала 44 градусов по Цельсию. Но несмотря на это имели место скопления фанатов, которые требовали от Сурбхи Джоти произнести фразу, ставшую характерной для её персонажа — «Аллах мой, что с тобой?!». Кроме того, одна из поклонниц телесериала потребовала встречи с Караном Сингхом Гровером, угрожая спрыгнуть с крепости Амер в случае отказа.

## В ролях

### Сезон 1
| Актёр                                                                               | Роль |
| ----------------------------------------------------------------------------------- | --- |
| Сурбхи Джоти                                                                        | Зоя Фаруки / Сиддики / Ахмед Хан девушка-мусульманка, выросшая в США в приёмной семье. Дочь Зайнаб Фарукхи и Гафура Ахмед Сиддики, Жена Асада, мать Санам и Сехер. Сводная сестра Хумейры по отцу. Кузина Хайдера. Убита Танвир в 391-й серии |
| Каран Сингх Гровер (с 1-й серии) Ракеш Вашистх (с 322-й (в титрах — с 321-й) серии) | Асад Ахмед Хан старший и сводный брат Аяна по отцу. Имел ряд прозвищ: «Джемми» (от Танвир), «мистер Бодибилдер» (варианты: «Культурист», «Шесть кубиков») и «Ваше величество» (от Зои). Муж Зои, отец Санам и Сехер. Убит Танвир в 391-й серии |
| Неха Лакшми Айер                                                                    | Назма Ахмед Хан / Куреши родная сестра Асада Ахмеда Хана. Училась в колледже и мечтала похудеть. Жена Имрана, мать Хаи. Мачеха Рехана. Убита Танвир в 390-й серии |
| Ришабх Синха (с 1-й серии) Викрант Массей (со 143-й серии)                          | Аян Ахмед Хан сын Рашида Ахмеда Хана, младший брат Асада по отцу. Окончил колледж. Сочинял куплеты, катался на мотоцикле и ухаживал за девушками. Называл себя Робертом в общении с Зоей. Ушёл из дома из-за отца |
| Арчана Таиде                                                                        | Никхат Ахмед Хан / Куреши старшая дочь Рашида Ахмеда Хана от второго брака, родная сестра Аяна. Темнокожая, в отличие от сестры и брата. Готовилась к выпускным экзаменам в колледже. Готовилась выйти замуж за Имрана. В итоге вышла за Фархана, затем развелась с ним. Уехала в Англию вместе с матерью и сестрой |
| Дигангана Сурьяванши Фарина Парвез                                                  | Нузхат Ахмед Хан младшая дочь Рашида Ахмеда Хана от второго брака, родная сестра Аяна и Никхат. Студентка колледжа. Уехала в Англию вместе с матерью и сестрой |
| Кетаки Кадам                                                                        | Хумейра Сиддики / Шейх / Умера дочь Гафура от Разии. Сводная сестра Зои по отцу. Училась в колледже. Имеет слабое здоровье. Была влюблена в Аяна. Жена Хайдера, уехала в Дубай вместе с мужем |
| Мохит Сехгал                                                                        | Хайдер Шейх кузен Зои. Муж Хумейры, уехал в Дубай вместе с женой. |
| Алка Каушал                                                                         | Разия Сиддики жена Гафура Сиддики, мать Хумейры. Убила мать Зои, в кукольном фабрике 17 лет назад. Затем вместе с мужем заставили поджигать Рашида кукольную фабрику, шантажировав его, сняв всё происходящее на камеру вместе с мужем. Использовала Рашида как пешку. Использовала Фероза и Танвир для своих интриг |
| Ниша Нагпал (с 91-й серии) Амрапали Гупта (со 113-й серии)                          | Танвир Бег / Билло Рани подруга детства Асада Ахмеда Хана. Незаконнорождённая и беременная, что побуждает её стремиться к более высокому статусу. Носила цветные линзы, так как родилась с бесцветной радужной оболочкой глаз. Зарабатывала на жизнь помогая Разие Сиддики в её интригах. Изобретательна: пыталась убить Зою разнообразными способами, чтобы выйти замуж за Асада Ахмеда Хана и навязать ему отцовство за чужого ребёнка, в итоге убила Асада, Зою, Назму, Рашида и Гафура, с исключением Дилшада, который удаётся бежать с внучками Хайей и Санам. |
| Вакар Шейх                                                                          | Рашид Ахмед Хан муж Дилшад и Ширин Ахмед Хан, отец их детей. Убит Танвир в 377-й серии. |
| Шалини Капур                                                                        | Дилшад Ахмед Хан первая жена Рашида Ахмеда Хана, мать Асада и Назмы. Бабушка Санам, Сехер и Хаи |
| Сурбхи Ванджара                                                                     | Ширин Ахмед Хан вторая жена Рашида Ахмеда Хана, мать Аяна, Никхат и Нузхат. Ревновала мужа к первой жене. Уехала в Англию к сыну вместе с двумя дочерьми |
| Видья Синха                                                                         | Бабушка мать Рашида Ахмеда Хана, бабушка всех его детей. Вступала в борьбу с Разиёй Сиддики в интересах своего сына Рашида и внука Аяна |
| Тедж Сапру                                                                          | Гафур Сиддики брат Ширин Ахмед Хан, муж Разии, отец Хумейры и Зои. Убит Танвир в 390-й серии |
| Сангита Капуре                                                                      | Зинат Фаруки приёмная мать Зои, подруга её матери, жена Анвара. Зоя всегда называла её сестрой |
| Харш Васишта                                                                        | Анвар Фаруки приёмный отец Зои, муж Зинат. Зоя всегда называла его зятем. Помог Зое со своими советами. |
| Ниши Сингх                                                                          | Хасина Куреши мать Фархана и Имрана |
| Викрам Сингх                                                                        | Имран Куреши сын Хасины, муж Назмы |
| Вишал Наяк                                                                          | Фархан Куреши сын Хасины, муж Самиры и бывший муж Никхат. С матерью и женой пытались убить Никхат. Был в тюрьме. |
| Сунаяна Фоздар                                                                      | Самира Куреши жена Фархана |
| Неизвестная Актриса                                                                 | Зайнаб Фарукхи Первая жена Гафура Ахмед Сиддики. Мать Зои Фарукхи, Ахмеда Сиддики. Теща Асада Ахмеда Хана. Бабушка Санама и Сехер. Мусульманка, Училась в США, там она встретила Гафура, и они поженились. У них рождаётся дочь, Зоя. Спустя 4 годов, её убивает 2 жена её мужа Разия, в кукольном фабрике. Мачеха Хумейры. |

### Сезон 2
| Актёр                                            | Роль |
| ------------------------------------------------ | --- |
| Сурбхи Джоти                                     | Санам Ахмед Хан / Раза Ибрагим / Джаннат дочь Асада и Зои, сестра-близнец Сехер. Внучка Дилшада и Зайнаба Фарукхи. Племянница Назмы, и сводная племянница Аяна, Никхата и Нузхат, по отцовской линий. Сводная племянница Хумейры Сиддики, по материнской линий. Кузина Хаи. Первая жена Ахила |
| Сурбхи Джоти с 474-й серии                       | Сехер Ахмед Хан / Сунехри дочь Асада и Зои, сестра-близнец Санам. Внучка Дилшада и Зайнаба Фарукхи. Племянница Назмы, и сводная племянница Аяна, Никхата и Нузхат, по отцовской линий. Сводная племянница Хумейры Сиддики, по материнской линий. Кузина Хаи. Была влюблена в Рехана. В отличие от своей семьи, она исповедует индуизм. Умерла в 623-й серии попав под грузовик |
| Каранвир Бохра                                   | Ахил Раза Ибрагим пасынок Танвир. Брат Шазии и Назии. Бывший муж новой Санам, и Муж Санам. |
| Шехзад Шайх                                      | Рехан Куреши сын Имрана и Танвир, сводный брат Хаи по отцу. Был влюблён в Сехер. Случайно убит Танвир в 607-й серии |
| Сурбхи Чандна                                    | Хая Куреши / Ансари дочь Имрана и Назмы, сводная сестра Рехана по отцу. Кузина Санам и Сехер. Внучка Дилшада Ахмеда Хана и Хасины Би. Племянница Асада, и сводная племянница Аяна, Никхата и Нузхата по материнской линии. Племянница Фархана, по отцовской линии. Была глухонемая, затем лечилась. Жена Рахата и бывшая жена Фэиза |
| Дипак Вадхва                                     | Рахат Ансари брат Мунисы и Фэиза. Муж Хаи |
| Пунит Шарма с 463-й (в титрах — с 423-й) серии   | Фэиз Ансари брат Мунисы и Рахата. Бывший муж Хаи. Умер в 613-й серии |
| Шалини Капур                                     | Дилшад Ахмед Хан первая жена Рашида Ахмеда Хана, мать Асада и Назмы. Бабушка Санам, Сехер и Хаи |
| Алка Каушал                                      | Разия Сиддики жена Гафура Сиддики, мать Хумейры. Убила мать Зои. Использовала Фероза и Танвир для своих интриг |
| Амрапали Гупта (со 113-й серии)                  | Танвир Бег / Билло Рани подруга детства Асада Ахмеда Хана. Незаконнорожденная и беременная, что побуждает её стремиться к более высокому статусу. Носила цветные линзы, так как родилась с бесцветной радужкой глаз. Зарабатывала на жизнь помогая Разие Сиддики в её интригах. Изобретательна: пыталась убить Зою разнообразными способами, чтобы выйти замуж за Асада Ахмеда Хана и навязать ему отцовство за чужого ребёнка. В 377-й серии убила Рашида, в 390-391-х сериях убила Назму, Гафура, Асада и Зою, в 607-й серии убила Рехана. Сидела в тюрьме. Мать Рехана и Шаши Капура, мачеха Ахила, Шазии и Назии. Умерла в 619-й серии |
| Чахатт Кханна с 438-й (в титрах — с 423-й) серии | Нида Бег подруга детства Ахила Раза Ибрагима. Пыталась убить Санам, закрыв её в стиральной машине |
| Адити Гупта                                      | Новая Санам Раза Ибрагим вторая жена Ахила Раза Ибрагима. Ведьма — занимается чёрной магией. Была союзником Танвир. Продала Санама и Сунехри борделю. |
| Кинжал Пандя Камия Чоудхари                      | Шазия Раза Ибрагим родная сестра Ахила |
| Шахина Сурве                                     | Назия Раза Ибрагим родная сестра Ахила |
| Ваишали Назареч                                  | Газалла Хала слуга в доме Ахила Раза Ибрагим, жена Разака, мама Асхара |
| Чаян Триведи                                     | Разак Хала слуга в доме Ахила Раза Ибрагим, муж Газаллы, папа Асхара |
| Дивя Нидхи Шарма                                 | Асхар Хала сын Разака и Газаллы, жених Асмы |
| Химани Шарма                                     | Асма невеста Асхара |
| Нирмал Сони                                      | Латиф слуга в доме Ахила Раза Ибрагима. Его любимая фраза — «У меня такая тонкая натура!» и её Латиф использует по поводу и без |
| Анушка Сингх                                     | Муниса жена Шоайба. Сестра Рахата и Фэиза |
| Пиюш Шахане                                      | Шоайб муж Мунисы |
| Парас Манад                                      | Анвар лже-жених Санам |
| Суята Ваишнав                                    | Рози воровка, воспитывала Сунехри вместе с Шишупалом |
| Сунил Нагар                                      | Шишупал вор, воспитывал Сунехри вместе с Рози |
| Ашиш Каул                                        | Наваб Раза Ибрагим отец Ахила, Шазии и Назии |

### Сезон 3
| Актёр                                     | Роль |
| ----------------------------------------- | --- |
| Сурбхи Джоти                              | Санам Ахмед Хан / Раза Ибрагим / Джаннат дочь Асада и Зои, сестра-близнец Сехер. Кузина Хаи. Первая жена Ахила. В 624-й серии попадает в Пакистан и теряет память, там на неё нападают разбойники, и чтобы её спасти майору Шааду Афтабу Хану приходится соврать, что Санам его жена. Потом майор называет Санам по имени Джаннат. Таким образом Санам начинает проживать в доме майора, думая, что она его жена. Убита, совершив самоубийство. |
| Варун Туркей                              | Шаад Афтаб Хан. Защищал Санам от бандитов, после чего назвал Санам по имени Джаннат. Заклятый враг Шаши Капура. Хочет чтобы, Индия и Пакистан жили дружно. Убит Разии. |
| Варун Туркей                              | Муртаза. Двойник Шаада. Столкнул с обрыва Ахила и Санама, впоследствии был убит Ахил, а Санам выжила. Убит Санам. |
| Каранвир Бохра                            | Ахил Раза Ибрагим пасынок Танвир. Брат Шазии и Назии. Муж Санам, убит Муртазой |
| Адити Гупта                               | Новая Санам Раза Ибрагим вторая жена Ахила Раза Ибрагима. Ведьма — занимается чёрной магией. Продала Сехер и Санам борделю. Главная антогонистка 3 сезона. В финале 3 сезона, потеряла силы. |
| Амрапали Гупта                            | Мизбах Саид / Шаши Капур / Африн Хан / Нурджан Ханнун дочь Танвир, сестра Рехана. Лже-Мизбах Саид. Хочет уничтожить Индию и Пакистан, создав конфликт между этими странами. Заклятый враг Шаада Носит протез большого пальца на правой руке. Изобретательна как своя мать: пытается убить Шаада и Джаннат разнообразными способами. В 660 серии убила настоящую Мизбах Саид, в 663-664 сериях убила Наухит и Афтаба Хана. Убита Санам.          |
| Алка Каушал                               | Разия Сиддики / Сэр Иуда жена Гафура Сиддики, мать Хумейры. Убила мать Зои. Использовала Фероза и Танвир для своих интриг. Вернулась по псевдонимом "Сэр Иуда", была ответственна за воспитание дочери Танвир в качестве террористки. Убила Шаада, но сама же очень пострадала от этого. |
| Кинжал Пандя Камия Чоудхари               | Шазия Раза Ибрагим родная сестра Ахила |
| Шахина Сурве Анкита Бахугуна Санви Талвар | Назия Раза Ибрагим родная сестра Ахила |
| Ваишали Назареч                           | Газалла Хала слуга в доме Ахила Раза Ибрагим, жена Разака, мать Асхара |
| Чаян Триведи                              | Разак Хала слуга в доме Ахила Раза Ибрагим, муж Газаллы, отец Асхара |
| Нирмал Сони                               | Латиф слуга в доме Ахила Раза Ибрагима. Его любимая фраза — «У меня такая тонкая натура!» и её Латиф использует по поводу и без |
| Аакаш Ахуджа                              | Саиф жених Назии |
| Дипак Датта                               | Афтаб Хан отец Шаада Афтаба Хана. Убит Шаши Капур в 663-664 сериях |
| Сима Чаудхари                             | Наухит мама настоящей Мизбах Саид. Убита Шаши Капур в 663-664 сериях |
| Титхи Радж                                | Мизбах Саид настоящая Мизбах Саид. Убита Шаши Капур в 660 серии |

### Сезон 4
| Актёр           | Роль |
| --------------- | --- |
| Сурбхи Джоти    | Махира Ахтар / Икбал Хан жена Азада. Реинкарнация Санам (душа Санам в ней). Мать младшей-Зой. |
| Адити Гупта     | Новая Санам Раза Ибрагим бывшая жена Ахила Раза Ибрагима, жена Насира, мать Армана, Азада, Амада и Кайнат. Ведьма — занимается чёрной магией. В финале 4 сезона, уничтожена, спасав своего сына, Армана. |
| Авинаш Сачдев   | Арман Раза Шейх Потерянный, первый и незаконнорождённый сын новой Санам. Отец младшей-Зой. |
| Раджбир Сингх   | Азад Икбал Хан вампир. Второй сын новой Санам и Насира. Муж Махиры. Убит Африн. |
| Анкит Радж      | Амад Икбал Хан третий сын новой Санам и Насира. Убит Африн, затем был временно возрождён. Ненавидел Азада из-за того что он украл его любовь, Африн.                                                     |
| Кашиш Вохра     | Кайнат Хан младшая дочь новой Санам и Насира |
| Нитин Сахрават  | Насир Хан муж новой Санам, отец Азада, Амада и Кайнат. Убит своей женой, Найи Санам. |
| Ваишали Назареч | Газалла Хала слуга в доме Санам Раза Ибрагим, жена Разака, мама Асхара |
| Нирмал Сони     | Латиф слуга в доме Санам Раза Ибрагим. Его любимая фраза — «У меня такая тонкая натура!» и её Латиф использует по поводу и без                                                                           |
| Алка Каушал     | Разия Сиддики / Сэр Иуда / Сардар -э- Ифрит жена Гафура Сиддики, мать Хумейры. Убила мать Зои. Использовала Фероза и Танвир для своих интриг. Помогает новой Санам вернуть силы. Уничтожена Африн.       |
| Пуджа Бозе      | Африн Ведьма. Хотела рассорить Азада и Махиру, после Армана и Махиру. Разоблачена Махирой. Узнав, что беременна от Азада, покинула Бхопал.                                                               |
| Шубхашиш Джа    | Самир Брат Африн, жених Кайнат. Использовал Кайнат в своих интригах, несколько раз пытался убить её. Задушен Кайнат.                                                                                     |

## Показ телесериала

### Индия
В Индии сериал выходил на телеканале «Zee TV».
- Первый сезон с 29 октября 2012 года по 18 апреля 2014 года. 385 серий (серии 1—385).

Во время показа серий со свадьбой Асада и Зои ещё в семи телесериалах на индийском телевидении показывали свадьбу.
- Второй сезон с 21 апреля 2014 года по 6 марта 2015 года. 231 серия (серии 386—616).
- Третий сезон с 9 марта 2015 года по 14 августа 2015 года. 115 серий (серии 617—731).
- Четвёртый сезон с 17 августа 2015 года по 23 января 2016 года.[1] 125 серий (серии 732—856).

### Россия
В России сериал выходил на телеканале «Zee TV».
- Первый сезон с 6 мая 2013 года по 3 ноября 2014 года. 391 серий (серии 1—391).

Разница в официальном показе телесериала с Индией составила 145 серий. Ещё до официального профессионального перевода в интернете появились серии с русскими субтитрами, сделанными любителями индийских телесериалов. В любительском переводе телесериал имел первоначально название «Согласна» (до выхода первых серий с профессиональным переводом на телевидении).
- Второй сезон с 4 ноября 2014 года по 25 сентября 2015 года. 233 серии (серии 391—624).
- Третий сезон с 28 сентября 2015 года по 4 марта 2016 года. 115 серий (серии 625—739).
- Четвёртый сезон с 8 марта 2016 года по 31 августа 2016 года. 125 серий (серии 740—864).

### Украина
На Украине сериал выходит на телеканале «Бигуди».
- Первый сезон с 29 января 2018 года по 13 августа 2018 года. Каждый день в 19:30, по две серии.
- Второй сезон с 13 августа 2018 года по 7 декабря 2018 года. Каждый день в 19:30, по две серии. С 29 октября, каждый день в 20:30.
- Третий сезон с 8 декабря 2018 года по 22 января 2019 года. Каждый день в 20:50, по три серии. С 1 января 2019 года, каждый день в 20:20, по две серии.
- Четвертый сезон с 23 января 2019 года по 26 марта 2019 года. Каждый день в 20:20, по две серии. С 28 января, каждый день в 20.50, по две серии. С 4 марта, каждый день в 21.40, по две серии. С 18 марта, каждый день, в 20.45, по две серии.

### Список сезонов
| Сезон | Сезон | Количество серий | Показ в Индии   | Показ в Индии   | Показ в России   | Показ в России   | Показ на Украине | Показ на Украине |
| Сезон | Сезон | Количество серий | Премьера        | Финал           | Премьера         | Финал            | Премьера         | Финал            |
| ----- | ----- | ---------------- | --------------- | --------------- | ---------------- | ---------------- | ---------------- | ---------------- |
|       | 1     | 385 391          | 29 октября 2012 | 18 апреля 2014  | 6 мая 2013       | 3 ноября 2014    | 29 января 2018   | 13 августа 2018  |
|       | 2     | 231 233          | 21 апреля 2014  | 6 марта 2015    | 4 ноября 2014    | 25 сентября 2015 | 13 августа 2018  | 7 декабря 2018   |
|       | 3     | 115              | 9 марта 2015    | 14 августа 2015 | 28 сентября 2015 | 4 марта 2016     | 8 декабря 2018   | 22 января 2019   |
|       | 4     | 125              | 17 августа 2015 | 23 января 2016  | 8 марта 2016     | 31 августа 2016  | 23 января 2019   | 26 марта 2019    |

## Награды
| Год  | Название премии                        | Категория                         | Победители                                     |
| ---- | -------------------------------------- | --------------------------------- | ---------------------------------------------- |
| 2012 | Zee Rishtey Awards (семейные ценности) | Любимый брат                      | Асад (Каран Сингх Гровер) и Аян (Ришабх Синха) |
| 2012 | Zee Rishtey Awards (семейные ценности) | Любимый новый участник (мужчина)  | Асад (Каран Сингх Гровер)                      |
| 2013 | Indian Telly Awards                    | TV персона года                   | Каран Сингх Гровер                             |
| 2013 | Zee Rishtey Awards (семейные ценности) | Любимое популярное лицо (женщина) | Зоя (Сурбхи Джоти)                             |
| 2013 | Zee Rishtey Awards (семейные ценности) | Любимая популярная пара           | Асад (Каран Сингх Гровер) и Зоя (Сурбхи Джоти) |